# Cidade Real (província)
Cidade Real (em espanhol Ciudad Real) é uma província da Espanha, localizada na comunidade autónoma de Castilla-La Mancha.